# Denis Nikisja
Denis Andrejevitsj Nikisja (Kazachs: Денис Андреевич Никиша) (Qostanay, 7 augustus 1995) is een Kazachs shorttracker. 

## Biografie
Nikisja debuteerde in 2012 op het internationale shorttracktoneel tijdens de WK junioren in Australië. Hij werd 37ste.
Nikisja nam voor Kazachstan deel aan de Olympische Winterspelen 2014, 2018 en 2022. Hij won daarbij geen medailles. Het beste resultaat was een vijfde plaats op de aflossing mannen in 2014 en de gemengde aflossing in 2022. Individueel was zijn beste klassering de 8e plek op de 500 meter in 2022 (behaald vanuit de B-finale).
In 2017 won Nikisja drie keer een bronzen plak op de Winteruniversiade in eigen land. Twee jaar later voegde hij er een nieuwe bronzen medaille aan toe. 
Tijdens de wereldbeker 2016/17 won hij op de 500 meter zilver in Gangneung en goud in Minsk en werd hij vierde in het eindklassement van de wereldbeker over 500 meter. Bij de eerste twee wereldbekers in 2021 was Nikisja goed voor tweemaal brons op de 500 meter, in Peking en Nagoya.
Zijn beste resultaat in het eindklassement van de wereldkampioenschappen is een negende plek tijdens het WK 2018 in Montreal.